# Petra Felke
Petra Felke (Saalfeld/Saale, Njemačka, 30. srpnja 1959.) je bivša istočno njemačka bacačica koplja i olimpijska pobjednica u ovoj atletskoj disciplini.

## Karijera
Petra je trenirala ovaj sport zajedno s proslavljenom njemačkom bacačicom koplja Ruth Fuchs u sportskom kolektivu SC Motor Jena. Budući da je Ruthina sportska karijera bila na zalasku, Felke je postala njezina nasljednica. Na nacionalnom atletskom prvenstvu 1978. godine bila je treća a njezini uspjesi počeli su rasti. Tako je 1981. pobijedila na ljetnoj Univerzijadi održanoj u Bukureštu.
Svoj prvi svjetski rekord Petra Felke postavila je 4. lipnja 1985. na turniru u Schwerinu kada je ostvarila hitac od 75,26 metara. Istog dana je nadmašila taj rekord bacivši 75,40 m. Novi svjetski rekord postignula je 29. srpnja 1987. u Leipzigu (78,9 m).
1986. godine bila je srebrna na europskom prvenstvu u Stuttgartu a godinu potom i na svjetskom u Rimu. Uoči Olimpijade u Seulu, Petra je 9. rujna 1988. postala prva žena koja je bacila koplje dalje od 80 metara. Tehnički, postavila je novi svjetski rekord koji je iznosio točno 80 metara. Razlog tome su tadašnja pravila koja su diktirala pravilo da se mjerenja moraju zaokružiti na najmanje 2 cm pa je (s današnje točke gledišta) gotovo sigurno da je Njemica bacila preko 80 metara.
Najveći trenutak karijere Petra Felke je ostvarila na olimpijskim igrama u Seulu gdje je postala olimpijska pobjednica.
Na europskom atletskom prvenstvu u Splitu osvojila je broncu dok je svoje drugo svjetsko srebro ostvarila 1991. u Tokiju.
Ujedinjenjem Istočne i Zapadne Njemačke otkrivene su arhive Stasija koje su otkrile istočnonjemački državni projekt sustavnog dopingiranja sportaša poznatog pod nazivom "Državni plan 14.25". Među sportašima koji su navodno koristili nedopuštena sredstva su seulski pobjednici Jürgen Schult, Martina Hellmann, Petra Felke i Ulf Timmermann.

## Vanjski izvori
- Sportski rezultati bacačice koplja Felke  Arhivirana inačica izvorne stranice od 13. studenoga 2012. (Wayback Machine)